# Nikolaï Tchaïkovski
Pour les articles homonymes, voir Tchaïkovski (homonymie).
Nikolaï Tchaïkovski (en russe : Никола́й Васи́льевич Чайко́вский, Nikolaï Vassilievitch Tchaïkovski) né le 26 décembre 1850 dans la ville de Viatka (gouvernement de Viatka) et mort le 30 avril 1926, est un révolutionnaire russe et président du Gouvernement provisoire de la Région septentrionale, autour de l'oblast du Nord.

## Biographie

### Création du cercle Tchaïkovski
Nikolaï Tchaïkovski naquit dans une famille de la noblesse russe. En 1864, il entre au lycée de Saint-Pétersbourg. En 1872, il est diplômé en chimie de l'Université de Saint-Pétersbourg où il a pour professeurs  Mendeleïev  et Boutlerov. Il forme avec des camarades étudiants un cercle politique de révolutionnaires socialistes qui prendra rapidement le nom de Cercle Tchaïkovski et sera à la base du mouvement des Narodnikis.
En 1870, en divergence avec un certain nombre de ses camarades, il part aux États-Unis créer une communauté socialiste utopique dans le Kansas. Cette expérience fut un échec, il travailla dans différentes entreprises notamment à Philadelphie. 
En 1878, Nikolaï Tchaïkovski revint en Europe et débarqua à Londres où il créa la Fondation de la presse libre russe. Il publia divers ouvrages sur la littérature socialiste.
En 1905, il retourna en Russie militer au sein du Parti socialiste révolutionnaire de Russie.
En 1906-1907 il retourna aux États-Unis où il effectua des tournées pour collecter des fonds pour l'achat d'armes pour la révolution en Russie. Revenu en Russie, il se fait arrêter en 1908 alors qu'il tentait de ressortir de Russie. Il est libéré par la suite en échange d'une caution.

### La révolution d'octobre et la guerre civile

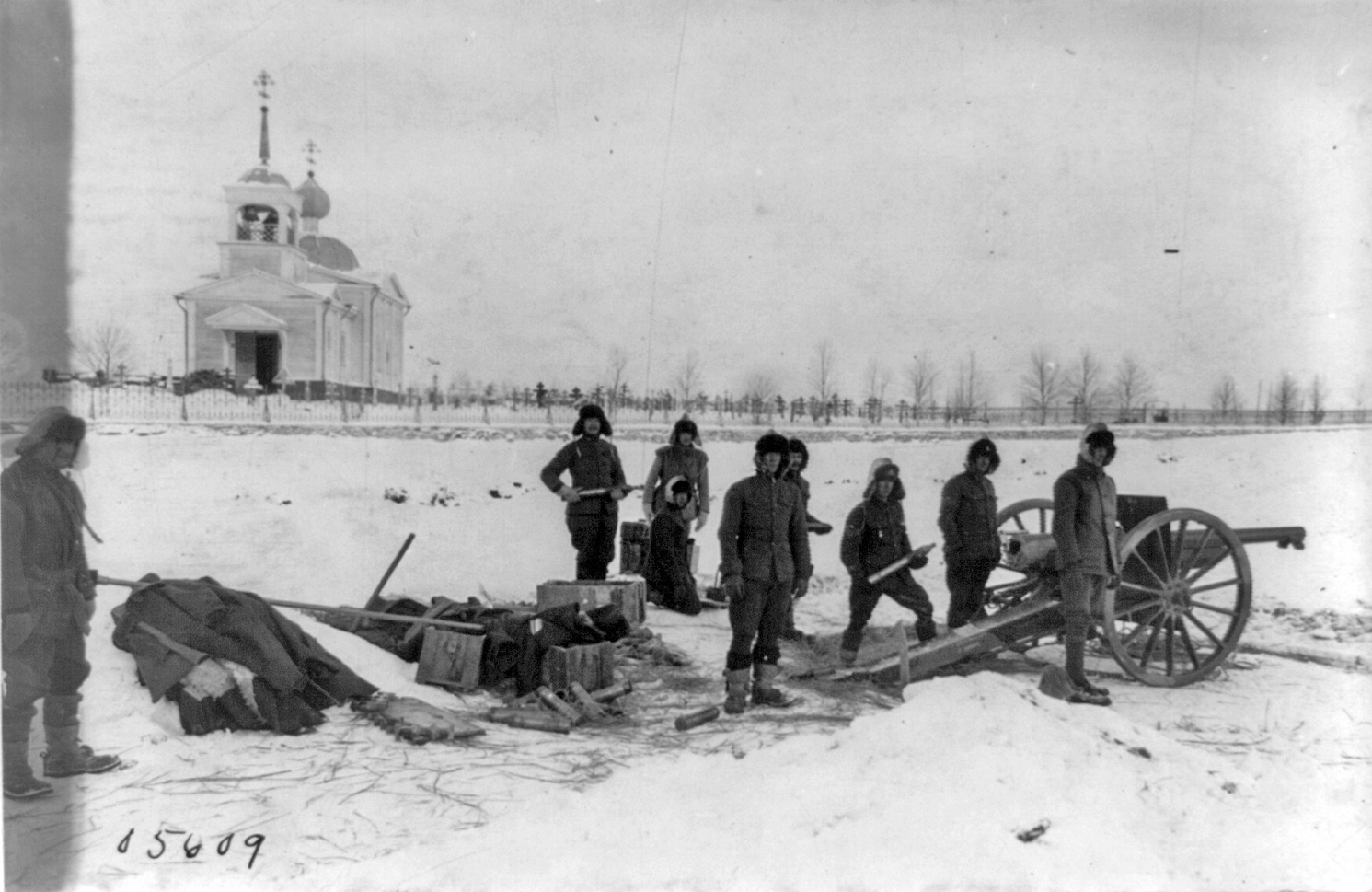
Troupes américaines sur le front nord.

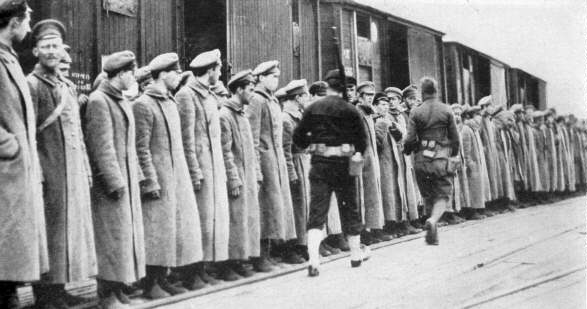
Prisonniers bolcheviks.

Durant la guerre civile qui suivit la révolution d'Octobre de 1917, Nikolaï Tchaïkovski fut un opposant antibolchévique. Il fut aidé en cela par les troupes européennes engagées aux côtés des Armées blanches contre les forces rouges et forma un gouvernement antibolchévique.
Les forces anglo-américano-franco-polonaises apprennent qu’en avril 1918, une division des troupes allemandes a débarqué en Finlande, menaçant de capturer le chemin de fer Mourmansk-Pétrograd, le port stratégique de Romanov-sur-Mourmane (Mourmansk) et peut-être même la ville d'Arkhangelsk. Face à cette série d'évènements, les dirigeants des gouvernements britannique et français décident que les alliés doivent entreprendre une intervention militaire dans le nord de la Russie. En juillet 1918, contre l'avis de son Département de la guerre, le Président Wilson a finalement accepté une faible participation à cette campagne des contingents de soldats de l'armée américaine.
Les officiers de Mourmansk, dont ceux du cuirassé Tchesma et du croiseur Askold se joignent à partir du 23 juin 1918 aux troupes alliées débarquées et vont combattre les Bolcheviks, notamment sur le fleuve Dvina septentrionale. 
Le 31 juillet le général Pool s’empare d’Arkhangelsk après un soulèvement organisé par des officiers russes qui chasse les rouges. Cette campagne voit une attaque aéronavale appuyant le débarquement de troupes pour prendre une batterie encore tenue par les Bolcheviks. Un gouvernement socialiste dirigé par Nikolaï Tchaïkovski favorable aux alliés est établi pour unifier les différentes factions anti-bolcheviques. 
En novembre 1918, le gouvernement antibolchévique de Nikolaï Tchaïkovski demande au général russe Ievgueni Miller de les rejoindre dans la région de l'oblast du Nord et de devenir gouverneur-général des oblasts du nord. Le 1er janvier 1919 il arrive à Arkhangelsk, où il est nommé directeur des affaires étrangères du gouvernement, et le 15 janvier il est nommé Gouverneur général de la région du Nord et commande les armées blanches de cette région du nord de la Russie.
Après l'échec de la contre-révolution blanche, Nikolaï Tchaïkovski s'exile à Paris avec sa famille. Il meurt à Londres dans le district londonien de Harrow en 1926.